# ベイリー (DD-492)
|          |                                                |
| 艦歴     |                                                |
| 造船所   | ニューヨーク州スタテンアイランドベスレヘム造船 |
| 起工     | 1941年1月29日                                  |
| 進水     | 1941年12月19日                                 |
| 就役     | 1942年5月11日                                  |
| 退役     | 1946年5月2日                                   |
| 除籍     | 1968年6月1日                                   |
| その後   | 1969年11月4日標的艦として沈没                  |
| 性能諸元 |                                                |
| 排水量   | 1,620トン                                      |
| 全長     | 106m                                           |
| 全幅     | 11m                                            |
| 吃水     | 5.3 m                                          |
| 最大速力 | 37ノット                                       |
| 乗員     | 276名                                          |
| 兵装     | Mk 10 5インチ砲 4門 21インチ魚雷発射管         |

ベイリー (USS Bailey, DD-492) はアメリカ海軍のベンソン級駆逐艦の一隻。
艦名はセオドラス・ベイリー少将にちなむ。その名を持つ艦としては3隻目。
1969年に標的艦として沈没した。

## 艦歴
ニューヨーク州スタテンアイランドベスレヘム造船にて1941年1月29日起工され、1942年5月11日、F・D・カーンズ少佐指揮下にて1942年5月11日に就役、太平洋艦隊に配備された。太平洋ではアリューシャン列島哨戒のため第8任務部隊に所属した。1943年1月12日にアムチトカ島への侵攻を支援し、3月26日にはコマンドルスキー諸島海戦に参加した。重巡洋艦那智に対して魚雷攻撃を行った際、ベイリーは3発の8インチ砲直撃を受け、5名が死亡、6名が負傷し、船体に大きな損傷を負うが、この行動により海軍部隊章を受賞した。アラスカ州のダッチハーバーで応急修理を行い、本格的な修理のため1943年4月8日にメア・アイランド海軍造船所に入った。
修理を終えたベイリーは1943年10月16日に真珠湾に入港した。
1943年11月から1944年10月まで、ベイリーは以下の海域にて火力支援、索敵、哨戒任務に従事した。
- タラワ（1943年11月20日から12月7日）
- マロエラップ環礁、クェゼリン環礁（1944年1月30日から2月29日）
- サイパン島、テニアン島（6月15日から7月28日）
- ペリリュー島、アンガウル島（9月15日から10月2日）

1944年10月1日の夜、パラオ沖での哨戒任務中に2度の激しい機銃掃射を受け、9名が死亡、16名が負傷した。ベイリーは修理のためマレ島へ向かい、10月25日に到着した。1944年12月24日に真珠湾に戻り、ミンダナオ島の戦いおよびボルネオの戦いにて上陸を支援した。1945年8月から11月までの間、ベイリーは極東海域での訓練に従事した。1945年12月11日、マサチューセッツ州ボストンへ移動し、1946年5月2日、サウスカロライナ州チャールストンにて退役した。ベイリーは1968年6月1日に海軍船籍から除籍され、1969年11月4日にフロリダ沖で標的として沈没した。

## 勲章
ベイリーは太平洋における行動により海軍部隊章と9個の従軍星章を受章した。